# Sector de conservació de l'Eixample a Gràcia
El Sector de conservació de l'Eixample a Gràcia és una obra de Barcelona protegida com a Bé Cultural d'Interès Local vinculada al Pla Cerdà.

## Descripció
Cerdà plantejà l'Eixample de la ciutat de Barcelona ocupant la totalitat de l'anomenat "Pla de Barcelona" arribant fins als pobles veïns, abraça inclús zones dels seus termes municipals, mitjançant una extensa xarxa viària quadrangular organitzada per carrers paral·lels al mar tallades per altres carrers perpendiculars. S'obtenen d'aquesta manera unes illes de cases quadrades (amb una diagonal que segueix l'orientació nord sud) que es tallen als angles formant espais octogonals a les cruïlles. Els carrers tenen un mínim de 20 m. d'amplada amb alguns de 30 i altres que arriben fins als 50 m. i la seva malla ortogonal només es trenca amb dos grans vies en diagonal.
En el projecte original es deixaven algunes illes de cases lliures d'edificació per tal d'ubicar-hi espais verds i equipaments com a esglésies, escoles, mercats... Cerdà preveia també la construcció de tres hospitals, un escorxador, un cementiri i un gran bosc al costat del riu Besòs. El projecte preveia també que les edificacions ocupessin només dos costats de les illes de cases deixant la resta com a espais lliures pels veïns.
Tot i les importants modificacions que va sofrir el projecte, les més importants de les quals són l'anul·lació dels espais lliures previstos i l'ocupació dels quatre costats de les illes de cases (successives modificacions de les normes urbanístiques varen permetre l'augment de les fondàries edificables, l'augment del nombre de plantes i la construcció d'àtics i sobreàtics) l'Eixample manté les seves característiques més importants. La seva ocupació, realitzada en un termini relativament breu, permet que hi ha una arquitectura molt homogènia que amb els anys s'ha transformat en representativa de tota la ciutat.
L'ocupació es va fer bàsicament amb edificis d'habitatges, però també hi trobem equipaments, especialment els religiosos (esglésies, convents, asils...), però també edificis destinats a l'ensenyament (la Universitat, escoles, el conservatori de música...), l'Hospital Clínic, mercats (Sant Antoni, la Concepció, el Ninot...), i també edificis industrials, alguns dels quals han estat transformats i reutilitzats (Can Batlló, Editorial Montaner i Simón...). La concentració de la major part d'edificis d'interès a la part central del conjunt fa que es defineixi un Sector de Conservació.

## Intervencions
A més a més de les determinacions que es concreten per a cada un dels edificis, elements i conjunt catalogats o protegits de manera individual en tot el seu àmbit és d'aplicació l'Ordenança de Rehabilitació i Millora de l'Eixample (articles 20 i 21 de l'Ordenança sobre Protecció del Patrimoni Arquitectònic Histórico-Artístic de la ciutat de Barcelona) que no es modifica.
Per tant, en l'interior de l'àmbit del conjunt es manté el SECTOR DE CONSERVACIÓ, sobre el que actua la Comissió de Manteniment i Millora de l'Eixample. La seva delimitació és Av. Diagonal (del núm. 389 al 481-483), Córsega (del núm. 312 al 436), pg. de Sant Joan (del núm. 2 al 146 i del 1 al 129-147), Trafalgar (del núm. 1 al 63), Fontanella (del núm. 1-3 al 21-23), Pelai (del núm. 1 al 39), Ronda Sant Antoni (del núm. 1 al 63), Ronda Sant Pau (del núm. 1 al 79) i Comte d'Urgell (del núm. 1 al 261-263 i del 2-4 al 298-300). Inclou també els edificis de Gran Via Corts Catalanes (del núm. 373-385 al 521 i del 699A al 765 i del 380-382 al 522 i del 708 al 828B) i de l'av. Diagonal (del núm. 296 al 272-274 i del 223 al 323).